# Ленино-Снегирёвский военно-исторический музей
Ле́нино-Снегирёвский вое́нно-истори́ческий музе́й — военно-исторический музей городского округа Истра. В фондах музея находятся и уникальные трофейные экспонаты: военная техника, личные вещи, найденные на местах боев (от немецких танков до компаса и ложки). В музее функционирует библиотека.
Директор — Марина Горбунова.

## История
30 ноября 1941 года на 42-м километре Волоколамского шоссе держала оборону 78-я стрелковая дивизия полковника Афанасия Белобородова. Немецкие войска наносили в этом районе удар силами 10-й танковой и моторизованной дивизий СС «Рейх», 252-й и 87-й пехотных дивизий вдоль Волоколамского шоссе. В ожесточённых боях советские войска удержали этот рубеж, а позднее в декабре, перешли в наступление. За отвагу в боях, стойкость и мужество 78-й стрелковой дивизии 26 ноября 1941 года было присвоено звание 9-й гвардейской.
9 мая 1967 года на 42-м километре Волоколамского шоссе, где проходил последний рубеж, на котором гвардейцы А. П. Белобородова остановили наступление немецких войск, был открыт мемориал. На высокой платформе установлены танк Т-34-85 и бетонные пирамиды-надолбы. Надпись на гранитном постаменте гласит: «Здесь в грозные дни осени 1941 года доблестные воины 16-й армии остановили врага. Отсюда в декабре 1941 года они перешли в решительное наступление и начали разгром немецко-фашистских захватчиков». Авторы мемориала — архитектор С. Некрасов, инженер Р. Несвижская.
В здании бывшей школы открыт музей. Основатель музея — Усаневич Игорь Владимирович, инженер НПО «Алмаз», затем — директор музея (погиб 10 сентября 2000 года).
В ночь на 10 сентября 2010 года в музее произошёл пожар, в результате которого полностью выгорело главное здание музея. Спасти удалось лишь треть экспонатов — остальное, в том числе личные вещи участников битвы под Москвой и уникальные документы, касающиеся боевой истории района и страны, оказались уничтожены.

## Экспозиция
Экспозиция музея посвящена 16-й армии под командованием К. К. Рокоссовского. В музее экспонируются документы и материалы по боевой истории Истринского района и страны в период Великой Отечественной войны. Музей расположен на 41-м километре Волоколамского шоссе — в полосе обороны под Москвой. В комплекс музея входят две выставочных площадки под открытым небом: танковая площадка (техника времён ВОВ) и военно-мемориальное кладбище с могилой дважды Героя Советского Союза А. П. Белобородова.
На территории музея также располагается мемориальный комплекс «Воинам-сибирякам». На памятных плитах мемориала увековечена память двух армий, 26 дивизий, 6 стрелковых бригад, а также высечен поименный список 19 воинов-сибиряков, удостоенных звания Героев Советского Союза в ходе битвы под Москвой.
На танковой площадке представлен один из немногих сохранившихся немецких тяжёлых танков «Тигр», которого музей чуть было не лишился в 2001 году. Танк, обнаруженный Сергеем Цветковым (руководитель группы по розыску и захоронению останков участников Великой Отечественной войны «Экипаж») на полигоне в Нахабино, стал в 2001—2003 годах причиной конфликта между двумя главами российских регионов — губернатором Подмосковья Борисом Громовым и саратовским губернатором Дмитрием Аяцковым. Считалось, что танк был одним из шести «Тигров», подбитых на ленинградском направлении 21 сентября 1942 года на дороге Мга-Синявино, однако эта информация не соответствует действительности.

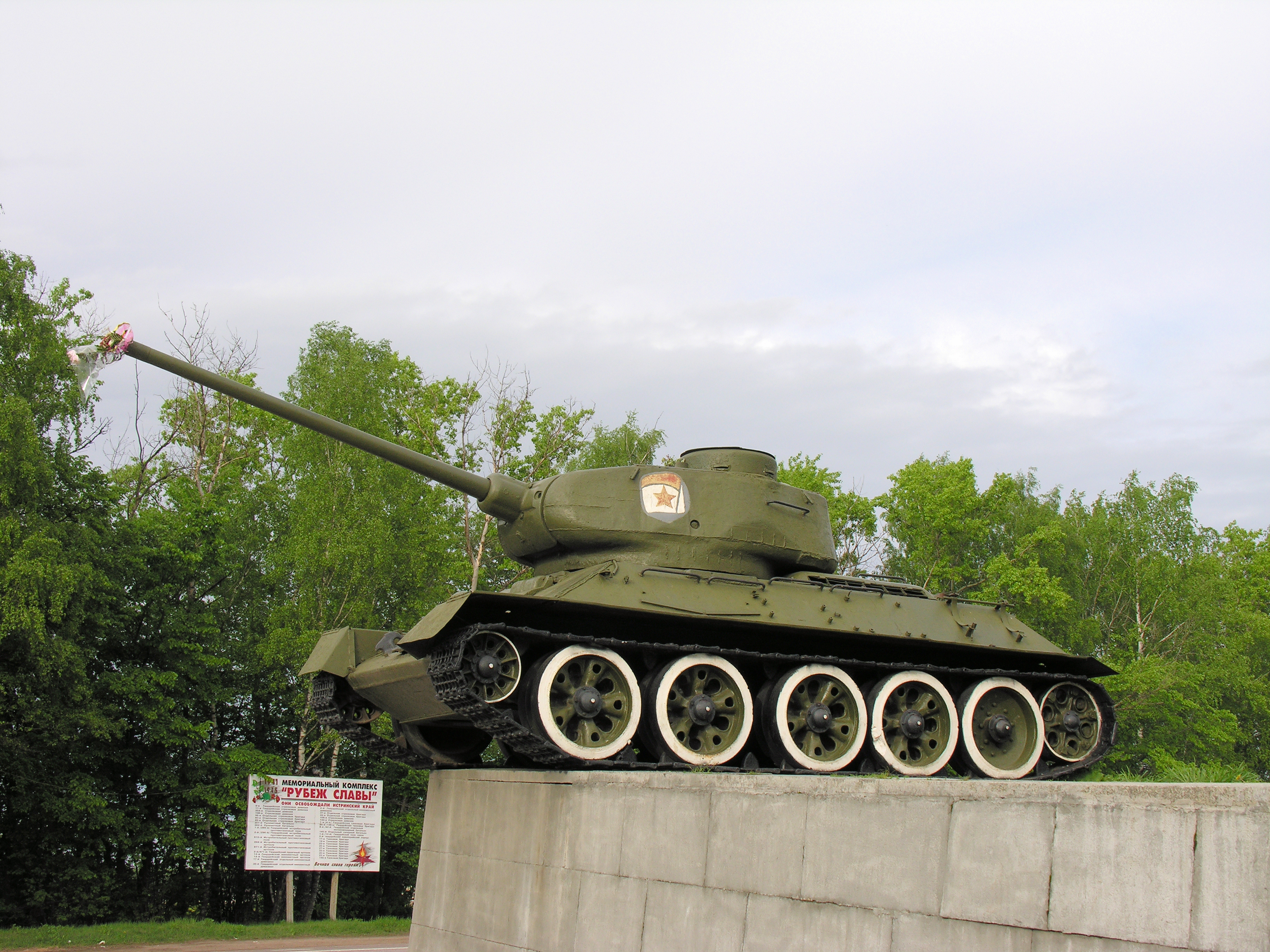
Советский средний танк Т-34-85 в мемориальном комплексе «Рубеж Славы»
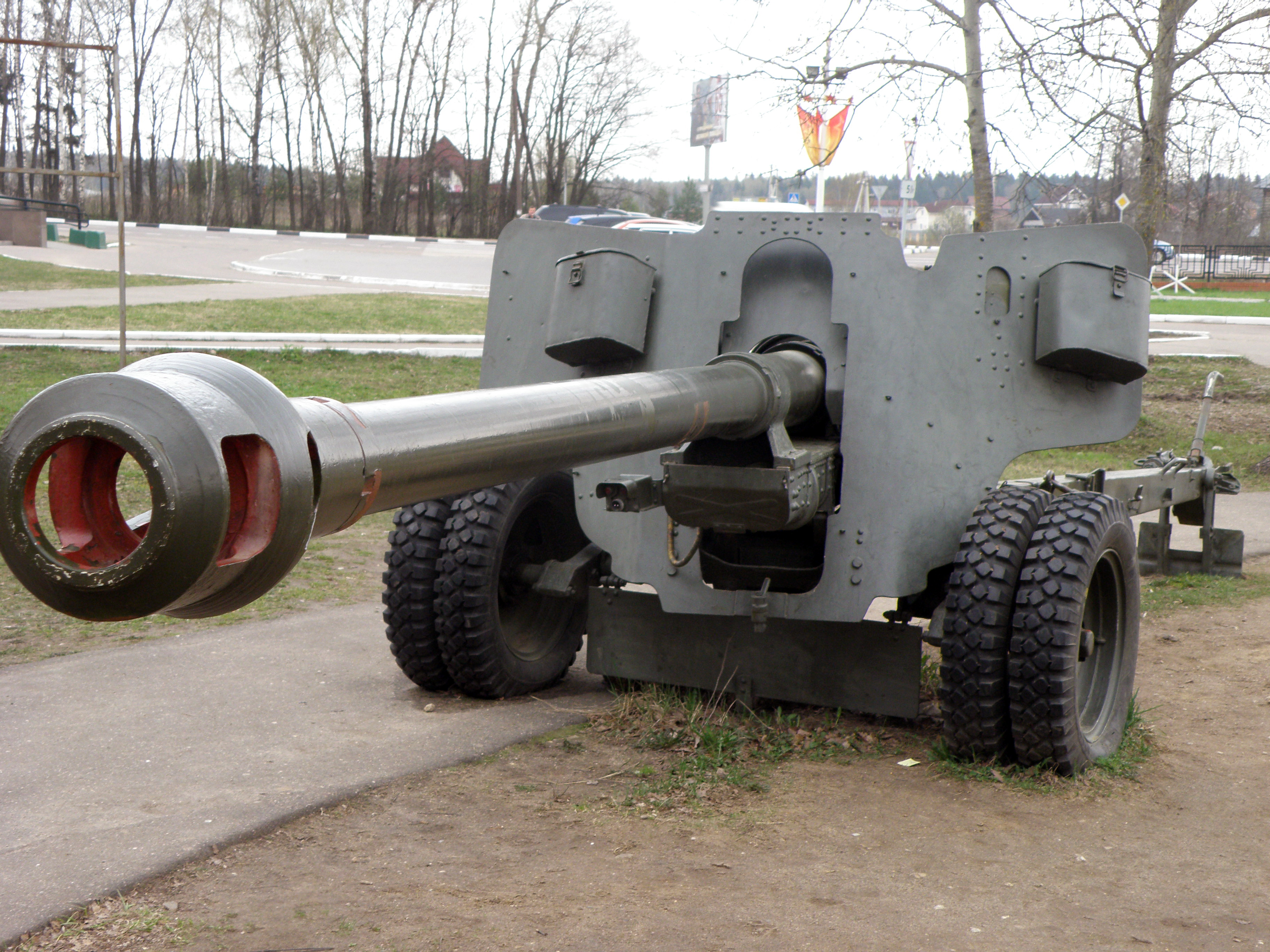
100-мм полевая пушка образца 1943 года (БС-3)
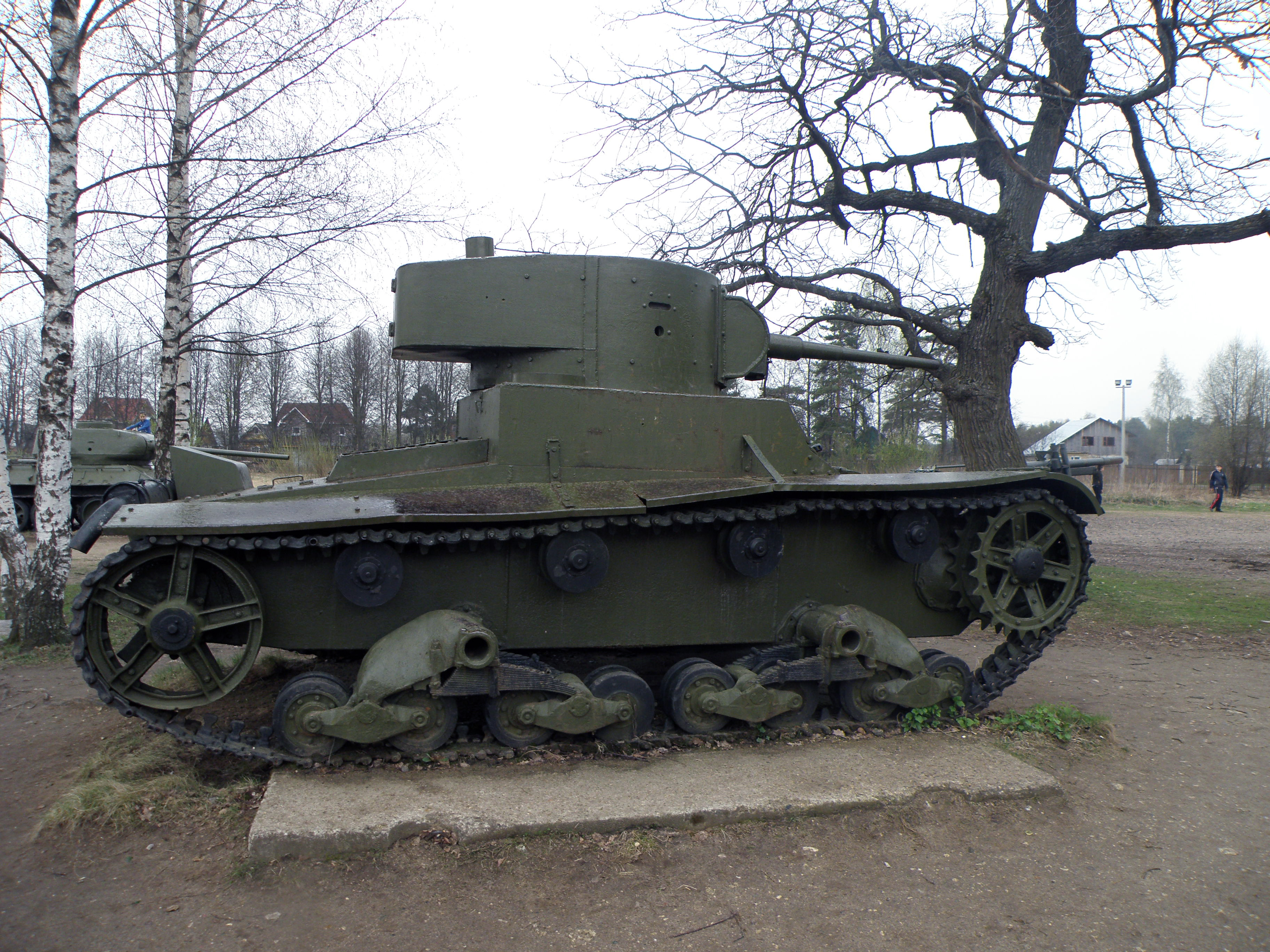
Лёгкий танк Т-26 образца 1933 года
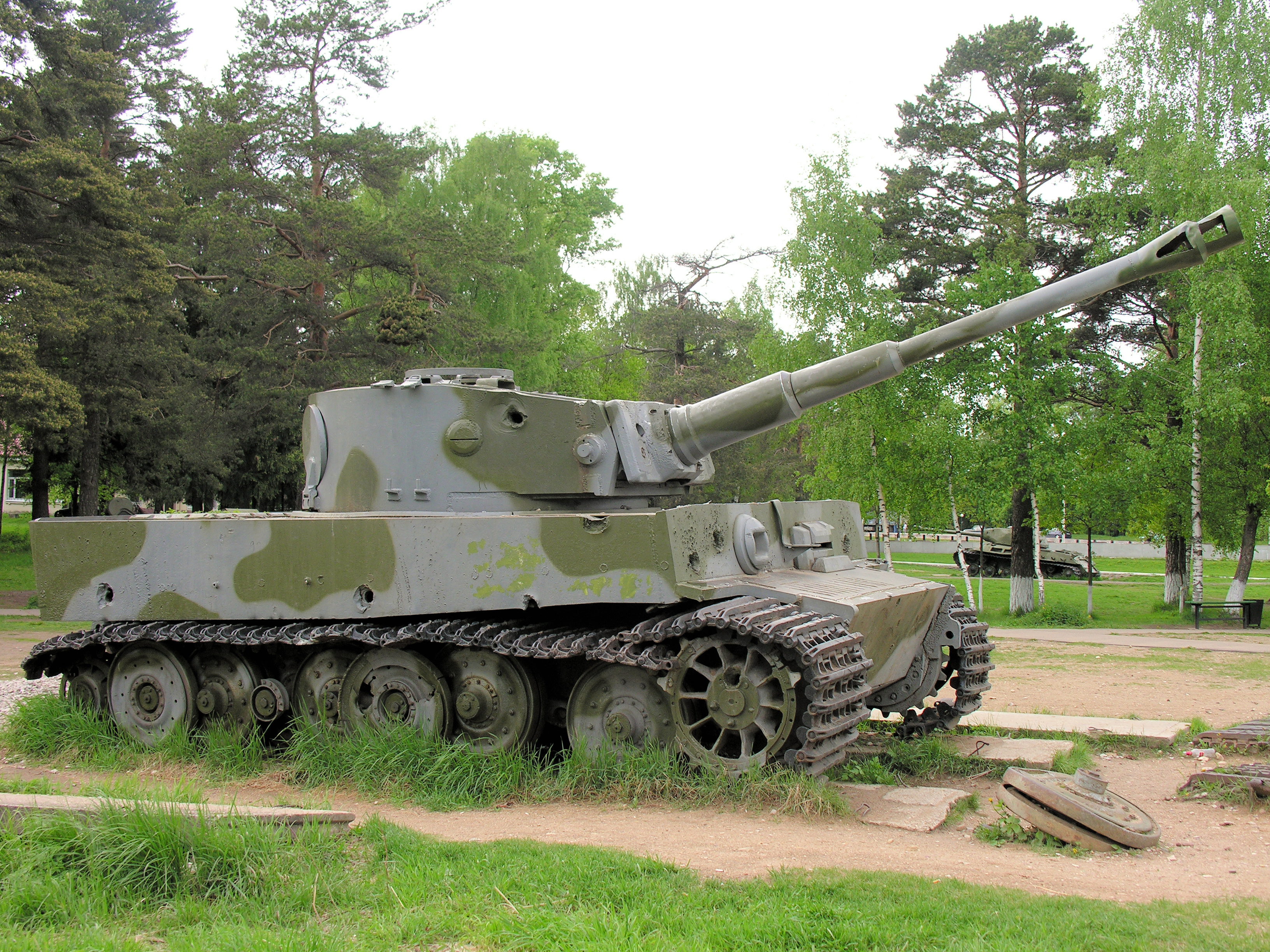
Немецкий тяжёлый танк «Тигр»
Скульптура «За Родину», посвящённая подвигу Н. Ковшовой и М. Поливановой
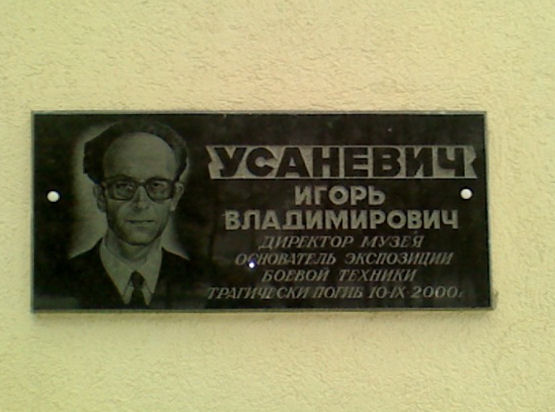
Памятная доска основателю музея И. В. Усаневичу
Мемориал
Памятники

## Экскурсии
- «16-я Армия в битве за Москву» — история создания музея, история обороны Москвы на Волоколамском направлении.
- «Танковая площадка времён ВОВ» — история создания, история нахождения — легенды.

## «Они защищали Истринский край»

Мемориальный комплекс «Воинам-сибирякам».

Мемориальный комплекс с плитами.

- 16-я армия (2-го формирования) — генерал-майор К. К. Рокоссовский
  1. 9-я гвардейская стрелковая дивизия (до 26 ноября 1941 года 78-я стрелковая дивизия) — генерал-майор А. П. Белобородов
  2. 11-я гвардейская стрелковая дивизия (сформирована 5 января 1942 путём преобразования 18-й стрелковой дивизии) — полковник П. Н. Чернышев
  3. 8-я гвардейская стрелковая дивизия (до 18 ноября 1941 года 316-я стрелковая дивизия) — генерал-майор И. В. Панфилов
  4. 354-я стрелковая дивизия — полковник Д. Ф. Алексеев
  5. 36-я отдельная курсантская стрелковая бригада — полковник М. П. Копоненко
  6. 40-я отдельная стрелковая бригада — полковник В. Ф. Самойленко
  7. 49-я отдельная стрелковая бригада — полковник В. Н. Якимов
  8. 301-й пулемётный батальон
  9. 302-й пулемётный батальон
  10. 17-я танковая бригада — полковник Н. А. Чернояров
  11. 22-я танковая бригада — подполковник И. П. Ермаков
  12. 23-я танковая бригада — полковник Е. Е. Белов
  13. 25-я танковая бригада — полковник И. В. Дубовой
  14. 27-я танковая бригада — подполковник Ф. М. Михайлин
  15. 33-я танковая бригада — подполковник С. Л. Гонтарев
  16. 145-я танковая бригада — генерал-майор М. Д. Соломатин (с 12.11.1941 по 19.11.1941); генерал-майор Ф. Т. Ремизов (официально с 08.09.1941, реально с 19.11.1941)
  17. 146-я танковая бригада (2-го формирования) — полковник С. И. Токарев
  18. 471-й артиллерийский полк (с 8.01.1942 2-й гвардейский артиллерийский полк) — майор И. П. Азаренков
  19. 2-й гвардейский кавалерийский корпус — генерал-майор Л. М. Доватор (по 17.12.1941); генерал-майор И. А. Плиев (с 17.12.1941)
  20. 289-й истребительный противотанковый полк (с 8.01.1942 1-й гвардейский истребительный противотанковый полк) — майор М. К. Ефременко
  21. 296-й истребительный противотанковый полк (с 8.01.1942 2-й гвардейский истребительный противотанковый полк) — капитан А. С. Алешкин
  22. 610-й истребительный противотанковый полк
  23. 694-й истребительный противотанковый артполк
  24. 871-й истребительный противотанковый артполк
  25. 13-й гвардейский миномётный артполк
  26. 14-й гвардейский миномётный артполк
  27. 2-й отдельный гвардейский миномётный дивизион
  28. 17-й отдельный гвардейский миномётный дивизион (командир капитан А. И. Артемьев, начальник штаба — старший лейтенант Н. С. Жежерук)
  29. 35-й отдельный гвардейский миномётный дивизион
- 5-я армия — генерал-майор артиллерии Л. А. Говоров
  1. 32-я стрелковая дивизия — полковник В. И. Полосухин
  2. 108-я стрелковая дивизия — генерал-майор И. И. Биричев
  3. 144-я стрелковая дивизия — генерал-майор М. А. Пронин
  4. 1-я (4-я) гвардейская танковая бригада — генерал-майор М. Е. Катуков
  5. 19-я танковая бригада — полковник С. А. Калихович
  6. 20-я танковая бригада — полковник Г. П. Антонов (погиб 14.10.1941); полковник Н. П. Константинов (с 16.12.1941)
  7. 37-я отдельная стрелковая бригада
  8. 43-я отдельная стрелковая бригада
  9. 1-й (12-й) гвардейский полк связи
  10. 42-й гвардейский отдельный мотоинженерный батальон
  11. 145-й отдельный сапёрный батальон